# Gigthis

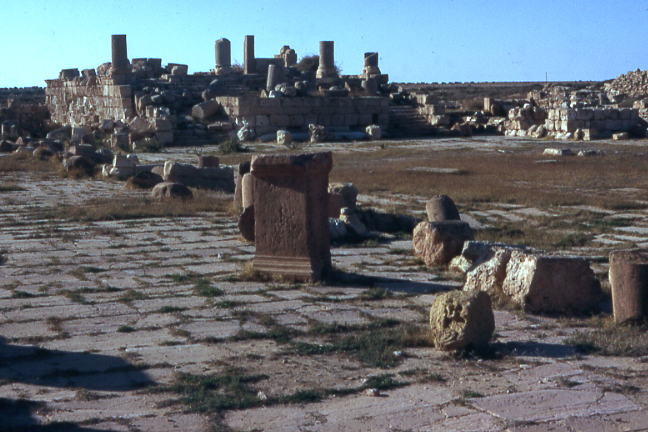
Gigthis (1975)

Gigthis (auch Gigthi) war eine antike Hafenstadt in Nordafrika, südlich von Djerba beim heutigen Bou Ghrara in Tunesien.
Gigthis war bereits in punischer Zeit besiedelt, wie eine Nekropole zeigt. Es wurde in der römischen Kaiserzeit, als es zur Provinz Africa gehörte, urban ausgebaut. Seit Hadrian hatte die Stadt das latinische Bürgerrecht, seit Antoninus Pius das römische als Municipium. Auf ein spätantikes Bistum der Stadt geht das Titularbistum Gigthi der römisch-katholischen Kirche zurück.
Im ausgedehnten Ausgrabungsgelände sind Ruinen erhalten von mehreren Tempeln, dem unter Hadrian erbauten Forum, Thermen und Hafenanlagen.
Um 668 griffen Araber nebst der Insel Djerba die Stadt an, wobei die Stadt vermutlich zerstört wurde.